# Souvlaki

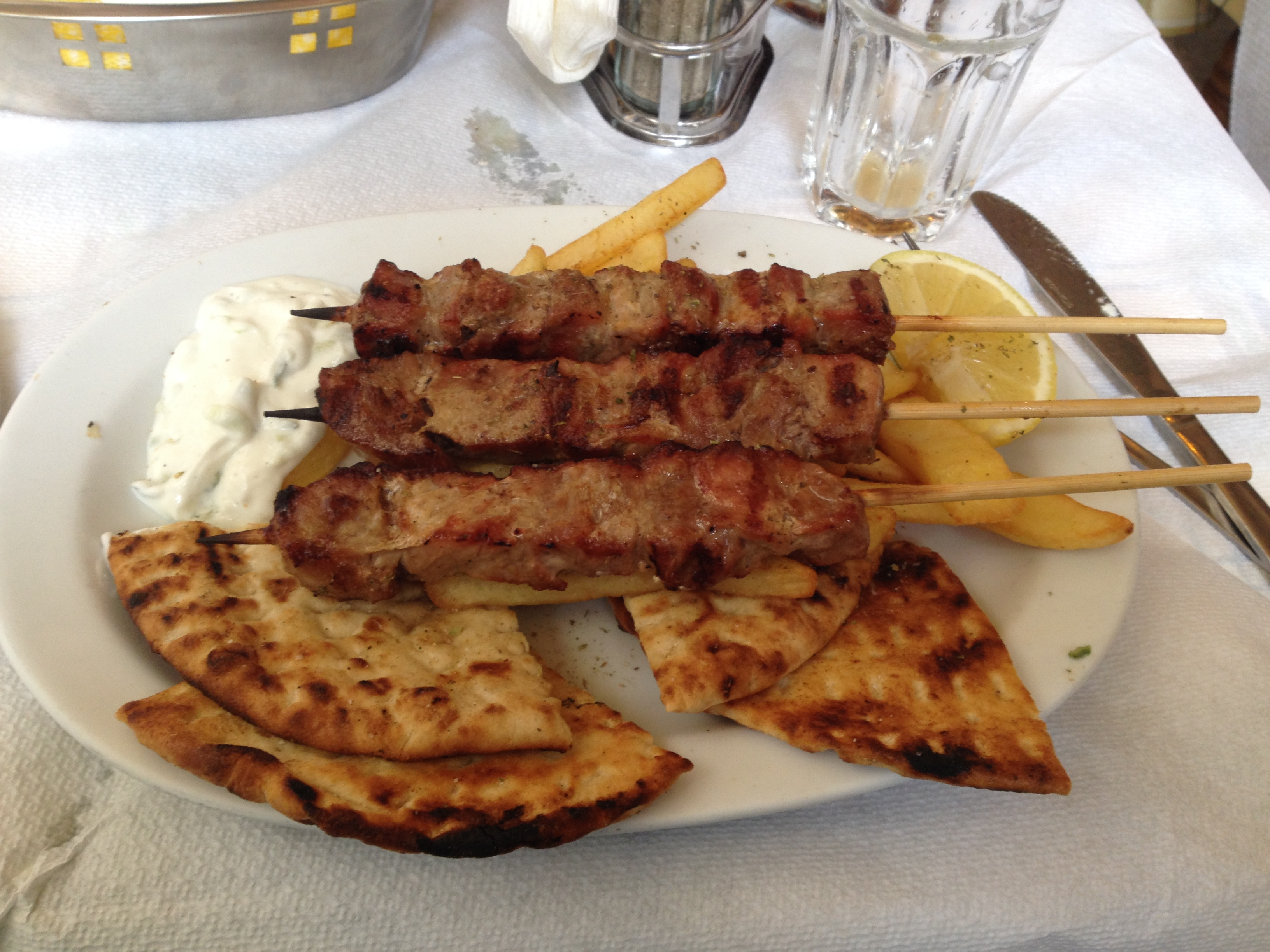
Souvlaki in Athene, aldaar bekend als kalamaki

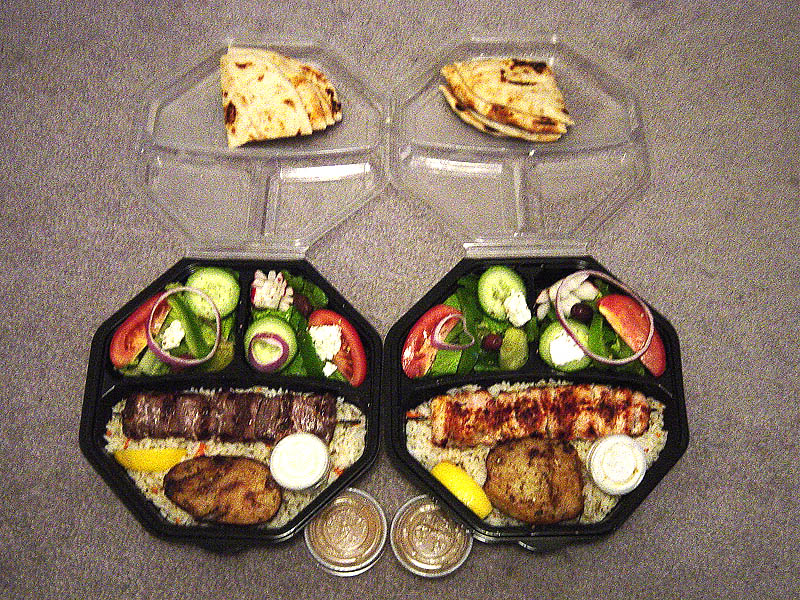
Souvlaki als afhaalmaaltijd

Souvlaki (Grieks: σουβλάκι) is een Grieks gerecht.
Het woord souvlaki is vertaald spiesje.  Het is een spies van blokjes gemarineerd kip- lams- of varkensvlees, dat op een houtskoolvuur wordt gegrild. In Griekenland wordt het vaak op een pitabroodje geserveerd, en dus zonder stokje gegeten. Hierbij wordt dan vaak friet en saus geserveerd. 